# Guido Ascanio Sforza di Santa Fiora
Guido Ascanio kardinal Sforza di Santa Fiora, italijanski rimskokatoliški duhovnik, škof in kardinal, * 22. november 1518, Rim, † 6. oktober 1564, Mantova.

## Življenjepis
12. novembra 1528 je bil imenovan za škofa v Montefiascone.
18. decembra 1534 je bil povzdignjen v kardinala in imenovan za kardinala-diakona Ss. Vito, Modesto e Crescenzia.
13. avgusta 1535 je bil imenovan za apostolskega administratorja škofije Parme, 22. oktobra 1537 za papeškega komornika, 31. maja 1540 za kardinala-diakona v Santa Maria in Cosmedin in 10. decembra istega leta še za S. Eustachio in 9. marca 1552 za kardinal-diakona S. Maria in Via Lata.
20. decembra 1555 je odstopil kot škof Montefiasconeja in 26. aprila 1560 kot apostolski administrator Parme.